# Amusurgus fulvus
Amusurgus fulvus är en insektsart som beskrevs av Brunner von Wattenwyl 1893. Amusurgus fulvus ingår i släktet Amusurgus och familjen syrsor. Inga underarter finns listade i Catalogue of Life.